# Mujer Maravilla (serie de televisión)
La Mujer Maravilla (en inglés, Wonder Woman) es una serie de televisión estadounidense basada en la superheroína de la editorial DC Comics, Mujer Maravilla. Protagonizada por la actriz y cantante estadounidense Lynda Carter, como la Mujer Maravilla (y su alter ego Diana Prince) y Lyle Waggoner como Steve Trevor. La serie de televisión fue transmitida originalmente entre 1975 a 1979, y con un total de tres temporadas.

## Antecedentes
La popular serie de televisión tuvo sus orígenes en una película para la televisión de 1974, que sirvió como uno de los episodios-piloto, y que serviría para ser la base de la serie estrenada en 1975. No obstante, se presentó una segunda película para la televisión, esta vez con Lynda Carter como la actriz principal, y que llevaría el título de The New Original Wonder Woman. Previamente, la película para la televisión que fue estrenada un año antes, en 1974, llevaba el título de La Mujer Maravilla, en ese entonces fue protagonizada por la actriz rubia Cathy Lee Crosby, que no se parecía a la superheroína, ni tampoco tenía sus superpoderes (el guionista estadounidense John DF Black fue quien escribió y produjo la película para la televisión en 1974). La segunda película, ambientada en la Segunda Guerra Mundial y producida por Douglas S. Cramer y Wilford Lloyd «WL» Baumes, estuvo basado en un guion de Stanley Ralph Ross, con Lynda Carter como la Mujer Maravilla. Esta versión definitiva del personaje tomaba su origen siguiendo la fidelidad al cómic, en el cual dicho origen se remonta a la Segunda Guerra Mundial. Inmediatamente su éxito llevó a la cadena de televisión ABC a pedir dos episodios más de una hora que se emitirían en abril de 1976. Este éxito llevó a la ABC a pedir un adicional de 11 episodios que se transmitirían semanalmente (en su mayor parte) durante el primer semestre entre 1976 y 1977, siendo su primera temporada completa. Los episodios se transmitían los miércoles por la noche, entre octubre de 1976 y febrero de 1977.
La serie de televisión de la Mujer Maravilla logró calificaciones sólidas en la cadena ABC durante su primera temporada, pero el canal se mostraba reacio a renovar la serie para otra temporada. La serie de la Mujer Maravilla fue una serie antológica y con potencial para ser mejor una película en su momento, y como tal, era muy cara de producir por la época en que se presentaba, a diferencia de una serie ambientada en la actualidad. Además, ABC pensó que la década de 1940 sería un mejor ambiente para recrear las historias del personaje al ser un escenario ideal aunque limitado, y de los pocos y mejores argumentos posibles, tomando las primeras aventuras del personaje, que en este caso lucharía contra villanos nazis, que en sus primeros cómics combatió; además, recrear los villanos clásicos de la Mujer Maravilla a cambio de combatir nazis sería bastante costoso que aparecieran en la serie, por eso fue evidente la necesidad de mostrar constantemente este tipo de personajes, como fue el caso de la Baronesa Paula Von Gunther, espías y otros personajes menores. La ABC no renovaría la serie, así que Jerry Lieder, entonces presidente de Warner Bros. Television, fue a la CBS con la intención de reformatear la serie y recrearla en una época más cotidiana; por ello se decidió que las aventuras serían trasladadas a los años 70, que en su momento era la época contemporánea de la serie. Con ello esto tomó la posibilidad de reducir costos y permitir crear nuevas historias más creativas. A diferencia de la producción de la serie de la 20th Century Fox Television, Batman, esta serie fue producida sin tener una película para la televisión a mitad de su producción. Además, ninguno sus los villanos tenía apariciones recurrentes. La CBS entonces aceptó y continuó la serie en 1977, y la continuaría por otras dos temporadas.

## Argumento
La adaptación televisiva comenzó con el episodio-piloto, el cual describe el origen del personaje de Wonder Woman tal cual como se relata en los cómics, tomando sus orígenes en la Isla paraíso, que en este caso era ubicada en medio del Triángulo de las Bermudas, y que por más de dos mil años no aparecía en ningún mapa, y que ha estado habitada solo por mujeres Amazonas, mujeres que huían del machismo del Mundo Antiguo, y que habían hallado en ese aislamiento los secretos de la Inmortalidad y el Poder. Luego, en 1942, un malherido mayor Steve Trevor, piloto estadounidense que acababa de ser abatido en combate por un avión nazi, se estrella en esa misma isla. Gracias a él, las Amazonas se enteran de que el mundo exterior está en guerra contra el Nazismo, que planea esclavizar a toda la humanidad. La reina amazona Hipólita decide enviar a la más poderosa guerrera para que ayude a los Aliados a derrotar al Tercer Reich, al cual interpretan como una moderna versión del Imperio Romano del cual una vez huyó su pueblo. La elegida resultará ser la bella princesa Diana, después de un impedimento realizado por su propia madre, la reina Hyppolita, pues ella decide entrar disfrazada en el torneo en la cual será elegida la guerrera amazona que irá a ayudar a la humanidad como representante de las amazonas y quien irá armada de potentes artilugios mágicos. Usando un avión invisible, Diana se lleva al Mayor Trevor para ser curado de sus heridas.
Al llegar a Washington la joven amazona es contratada por el Mayor Trevor como su secretearia personal y asiste a Steve en toda la primera temporada.
En la segunda temporada ya han pasado ya casi 30 años. Diana vivía otra vez en la Isla Paraíso cuando ahora el hijo de Steve , Steve Trevor Jr ., tiene un accidente en un avión secuestrado y éste aterriza de emergencia en la Isla. Allí es ayudado por Diana y esta decide regresar a USA para ayudar a Steve a combatir ahora la Guerra Fría.
Esta vez al llegar a Estados Unidos es contratada por Steve Trevor Jr como la asistente general de la Agencia Especial de Defensa, aparentando ser una joven adinerada, con un excelente trabajo llamada Diana Prince, la cual vive en un flamante ático, conduce un Mercedes Benz Sl convertible, viste siempre a la moda y usa maletas y portafolios de las afamadas casas Louis Vuitton y Gucci.
En su otra personalidad usará todas sus destrezas para defender de sus enemigos al pueblo norteamericano. Una vez en los Estados Unidos, deja a Steve en un hospital y casi inmediatamente comienza su lucha contra estos villanos, generalmente espías y saboteadores alemanes, que planean el bombardeo de Washington. Ahora, las fuerzas de la Tiranía y el Terror tienen una poderosa enemiga, quien lucha por la Libertad y la Democracia: ¡Wonder Woman!

## Personajes principales
| Personaje                  | Actor original | Actor de doblaje    |
| -------------------------- | -------------- | ------------------- |
| Mujer Maravilla            | Lynda Carter   | Guadalupe Romero    |
| Diana Prince               | Lynda Carter   | Guadalupe Romero    |
| Mayor Steve Trevor Sr.     | Lyle Waggoner  | Manuel de la Llata  |
| Coronel Steve Trevor Jr.   | Lyle Waggoner  | Rafael del Río      |
| Narrador (1.ª temp.)       | N/A            | Guillermo Romo      |
| Insertos (1.ª temp.)       | N/A            | Víctor Mares        |
| Narrador (2.ª y 3.ª temp.) | N/A            | Francisco Colmenero |

### Personajes episódicos
| Personaje                  | Actor original             | Actor de doblaje           | Episodio                                              |
| 1ra temporada del 01 al 14 | 1ra temporada del 01 al 14 | 1ra temporada del 01 al 14 | 1ra temporada del 01 al 14                            |
| -------------------------- | -------------------------- | -------------------------- | ----------------------------------------------------- |
| Andros                     | Tim O'Connor .             | Enrique Pontón             | - 10 y 11 - - Judgment from Outer Space: Part 1 y 2 - |
| Ambassador McCauley        | Charles Macaulay           | Arturo Fernández           | - 12 - - Fórmula 407 -                                |
| Major Steve Trevor         | Lyle Waggoner              | Manuel de la Llata         | - 12 - - Fórmula 407 -                                |
| Otto Dietrich - Hans       | Gary Cashdollar            | Arturo Mercado             | - 12 - - Fórmula 407 -                                |
| Schmidt                    | Peter MacLean              | Ricardo Lezama             | - 12 - - Fórmula 407 -                                |
| Insertos                   | N/A                        | Víctor Mares               | - 12 - - Fórmula 407 -                                |
| Personaje                  | Actor original             | Actor de doblaje           | Episodio                                              |
| 2da temporada del 15 al 36 |                            |                            |                                                       |
| Ishida                     | Yuki Shimoda               | Víctor Mares               | - 17 - - The Man Who Could Move the World - (T2, E3)  |
| Dr. Theodore Wilson        | Lew Ayres                  | Esteban Siller             | - 17 - - The Man Who Could Move the World - (T2, E3)  |
| Guard #1                   | James Staley               | José Luis Moreno López     | - 18 - - The Bermuda Triangle Crisis- (T2, E4)        |
| Manta                      | Charles Cioffi             | Esteban Siller             | - 18 - - The Bermuda Triangle Crisis- (T2, E4)        |
| Radarman                   | Barry Hamilton             | Arturo Mercado             | - 18 - - The Bermuda Triangle Crisis- (T2, E4)        |

### Voces adicionales
- Agustín López Zavala
- Arturo Fernández
- Ricardo Lezama

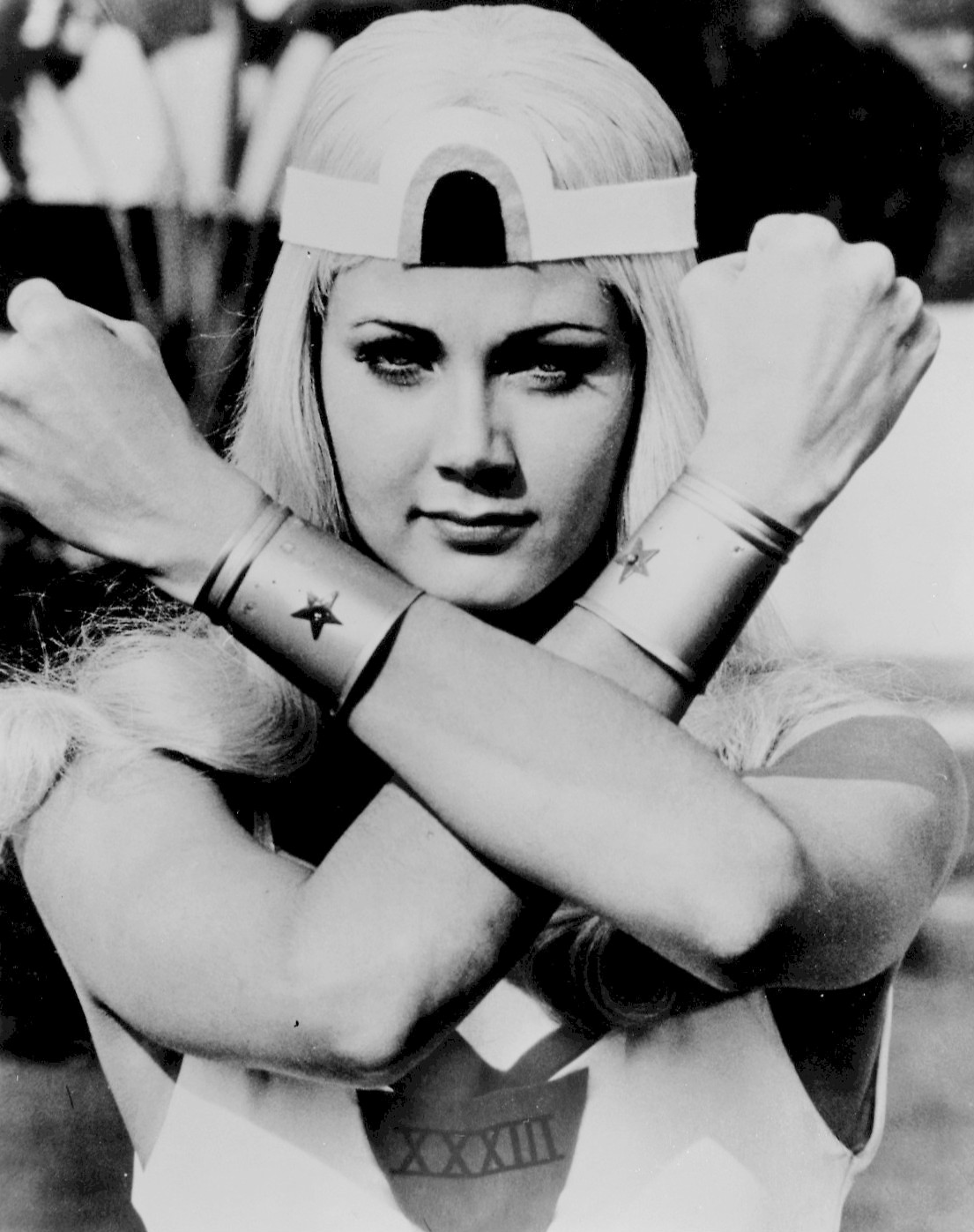
Lynda Carter como Wonder Woman en el Episodio Piloto.

- Francisco Colmenero: A.I.R.A. (voz computadora)
- Guillermo Romano

## Desarrollo de la producción
Para esta nueva versión se escogió acertadamente a la entonces desconocida Lynda Carter, y se escribió un nuevo guion, más fiel al cómic original que su desastrosa predecesora. Situada a inicios de 1942, en plena Segunda Guerra Mundial, muestra a la amazona Diana, inmortal súper-mujer de la Isla paraíso, enviada a América por su madre, la reina Hipólita interpretada por Carolyn Jones y por Beatrice Straight, para combatir a la Alemania nazi. La princesa Diana lleva el típico uniforme de los cómics (incluso inicialmente también usa una famosa minifalda que luego sería eliminada para «sentirse más cómoda»), aparte de sus tradicionales armas: el cinturón de fuerza, la tiara telepática, los famosos brazaletes protectores de feminum y el lazo dorado mágico. También hace su aparición su misterioso «avión invisible» (misterioso al nunca aclarar cómo y dónde aterriza). Entre su debilidad demostrada en la primera temporada, consiste en quitarle el cinturón mágico y los nazis para atraparla la dormían con cloroformo, éter o bombas de gas. El mayor Steve Trevor (interpretado por el actor Lyle Waggoner) era el piloto estadounidense rescatado por las Amazonas.
Para su primera aventura, Diana (ya en Washington) detiene a unos asaltantes de bancos, cae en manos del corrupto empresario teatral Ashley Norman (Red Buttons), descubre a la doble-agente nazi «Marcia» (Stella Stevens) conspirando contra el restablecido Steve y, para acabar, deberá enfrentar al coronel alemán Von Blasco (Kenneth Mars), enviado a bombardear objetivos militares en la capital de los Estados Unidos. Curiosamente, aquí aparece un poder adicional en Wonder Woman: la habilidad de imitar voces; y el famoso «giro de trompo» al momento de sus «transformaciones» fue considerado como «demasiado simplón». Posteriormente, en las siguientes entregas, su súper-ventriloquia desaparecería, y sus «vueltas estilo ballet» serán acompañadas por unos efectistas destellos y truenos, por idea de la propia Lynda Carter y adoptará una segunda identidad como la militar Diana Prince (con anteojos gruesos y peinado conservador), siendo esta la encubierta nueva secretaria de Steve.
El éxito de este piloto hizo que luego viniera una teleserie regular, también protagonizada por Lynda Carter y Lyle Waggoner. Después de la primera temporada, la serie cambió de manos. La ABC cedió los derechos a la CBS, que mostró nuevas aventuras de Wonder Woman pero con un toque más moderno y ambientadas esta vez en Estados Unidos de los años 1970

## Episodios

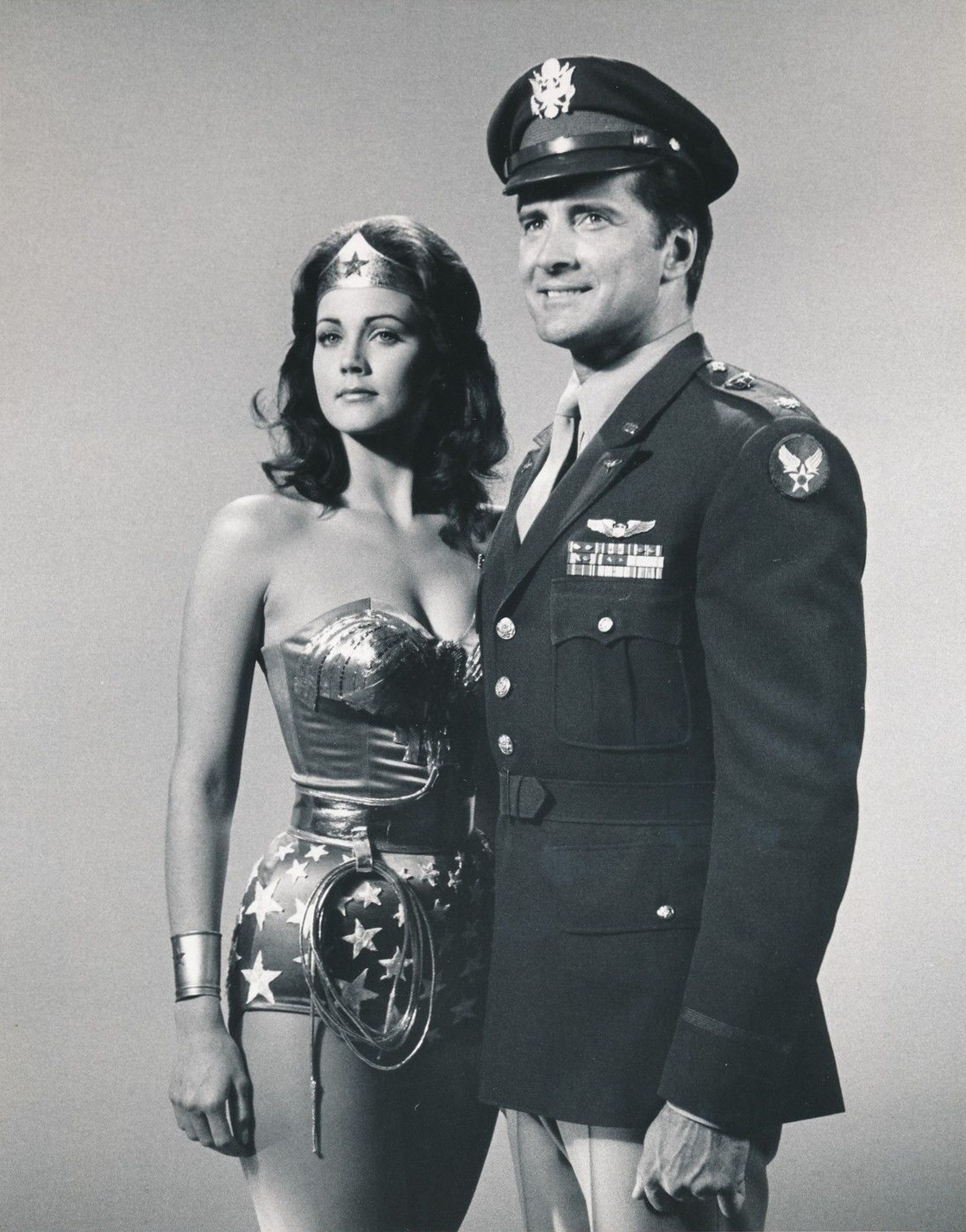
Lynda Carter como la Mujer Maravilla junto a Lyle Waggoner como Steve Trevor (1976).

Su primera emisión fue el 7 de noviembre de 1975.

### Primera temporada
- 1 El rescate de Steve Trevor.
- 2 La Mujer Maravilla se Encuentra con la Baronesa Von Gunther.
- 3 Fausta, La Nazi Mujer Maravilla.
- 4 Belleza En Desfile.
- 5 La mística femenina ( parte 1 ).
- 6 La mística femenina ( parte 2 ).
- 7 Mujer Maravilla VS. Gargantua.
- 8 El Archivo de Plutón.
- 9 Las últimas 2 Facturas.
- 10 Juicio Del Espacio Exterior ( parte 1 ).
- 11 Juicio Del Espacio Exterior ( parte 2 ).
- 12 Fórmula 407.
- 13 The Bushwhackers.
- 14 Mujer Maravilla en Hollywood.

### Segunda temporada
- 1 El Retorno de Mujer de la Maravilla.
- 2 La reunión del 77.
- 3 El Hombre Que podía Mover el Mundo.
- 4 La Crisis del Triángulo de Bermudas.
- 5 Vacaciones frustradas.
- 6 El Flautista.
- 7 La Reina y el Ladrón.
- 8 Yo sí, yo sí.
- 9 El Hombre Que Hacía Volcanes.
- 10 Ladrones de Mentes Del Espacio Exterior ( parte 1 ).
- 11 Ladrones de Mentes Del Espacio Exterior ( parte 2 ).
- 12 Los Juguetes Mortales.
- 13 La Señora de los dedos luminosos.
- 14 Jabalinas chillonas.
- 15 El Acto de la desaparición de Diana.
- 16 Muerte Fingida.
- 17 IRAC está perdido.
- 18 Vuelo Al Olvido
- 19 Sentido del Terror.
- 20 El Hombre Que no podía Hablar.
- 21 La Niña De Ilandia.
- 22 El Proyectil Asesino.

### Tercera temporada
- 1 Mi ídolo adolescente está perdido.
- 2 Ruedas calientes.
- 3 La Picadura Mortal.
- 4 El Arte Fino Del Crimen.
- 5 Disco diabólico.
- 6 Formicida.
- 7 Bomba de Tiempo.
- 8 Skateboard Whiz.
- 9 El Delfín Mortal.
- 10 Caras robadas.
- 11 Olla De Oro.
- 12 El Cerebro de Gault.
- 13 Yendo, yendo, fue.
- 14 Viaje al Espacio.
- 15 Los extraterrestres están llegando.
- 16 Amazona de Cera Caliente.
- 17 El Hombre más Rico en el Mundo.
- 18 El día del juicio final.
- 19 La Chica Con El Regalo del Desastre.
- 20 El Chico Que Conoció Su Secreto (parte 1).
- 21 El Chico Que Conoció Su Secreto (parte 2).
- 22 El Hombre Que no Podía Morir.
- 23 El Fantasma del RollerCoaster (parte 1).
- 24 El Fantasma del RollerCoaster (parte 2).

## Nuevos intentos por volver a la televisión
Después de muchos años, varias cadenas de televisión de Estados Unidos intentaron volver a llevar a la televisión a la Mujer Maravilla, entre estas productoras, la CBS, la ABC y Warner Bros. a través de The CW entre 2011 y 2012 hicieron dos pilotos que nunca se concretaron, uno llamado Wonder Woman de 2011, y otro que nunca se logró producir, llamado Amazon de 2012.

## Emisión
| Fecha de transmisiónc | Cadena                      | Canal               | País          | País |
| --------------------- | --------------------------- | ------------------- | ------------- | --- |
| 1977                  | Televisa                    | 4 y 5               | México        | Bandera de México |
| 1979-1985             | Telecorporación Salvadoreña | 2                   | El Salvador   | Bandera de El Salvador |
| 1980 a 1990           | Jorge Barón Televisión      | Cadena Uno          | Colombia      | Bandera de Colombia |
| 1978 - 1981           | Panamericana TV             | 5                   | Perú          | Bandera de Perú |
| 1978-1982, 1988,1990  | Teletica                    | 7 (horario 5 p. m.) | Costa Rica    | Bandera de Costa Rica |
| 1978-1982, 1988,1990  | Artear                      | 13                  | Argentina     | Bandera de Argentina |
| años 90 - años 2000   | Warner Channel              | Warner Channel      | Latinoamérica | Bandera de México · Bandera de Guatemala · Bandera de El Salvador · Bandera de Honduras · Bandera de Nicaragua · Bandera de Costa Rica · Bandera de Panamá · Bandera de la República Dominicana · Bandera de Puerto Rico · Bandera de la Unión de Naciones Suramericanas |
| 2008                  | Turner                      | TCM                 | Latinoamérica | Bandera de México · Bandera de Guatemala · Bandera de El Salvador · Bandera de Honduras · Bandera de Nicaragua · Bandera de Costa Rica · Bandera de Panamá · Bandera de la República Dominicana · Bandera de Puerto Rico · Bandera de la Unión de Naciones Suramericanas |